# Octavio Rivero Serrano
Octavio Rivero Serrano (Puebla de Zaragoza, 15 de junio de 1929-12 de diciembre de 2022) fue un médico mexicano, rector de la Universidad Nacional Autónoma de México entre 1981 y 1984 y miembro honorario de la Academia Nacional de Medicina.

## Biografía
El Dr. Octavio Rivero Serrano nació en la ciudad de Puebla el 15 de junio de 1929; sus padres fueron Gustavo Rivero y Teresa Serrano. Estudió la primaria, secundaria y preparatoria en la misma ciudad, y terminó estos estudios en el año de 1946.
Un año más tarde, ingresó a la Escuela Nacional de Medicina, fue practicante numerario del Hospital General de México y, habiendo terminado la carrera en 1952, presentó el examen profesional los días 7 y 8 de mayo de 1953 en el cual obtuvo Mención Honorífica por la Tesis titulada: Reconstrucción Experimental de la Tráquea. Fue médico aspirante del Hospital General de 1953 a 1954, donde presentó y ganó la oposición para médico adjunto en la Unidad de Neumología del mismo hospital. Ganó el Concurso de Jefe de Servicio en 1963.
Además, fue padre de cinco hijos: Enrique, Marcela, Paulina, Gustavo y Lilia.

## Trayectoria
Médico cirujano por la entonces Escuela Nacional de Medicina de la UNAM, se recibió en 1953 y posteriormente se especializó en enfermedades respiratorias. Fue investigador de la Facultad de Medicina, profesor y Director de la misma en 1977. Fue jefe del Departamento de Educación Médica y jefe de la Unidad de Neumología. Uno de los maestros que más influyó en su formación profesional fue el Dr. Alejandro Celis, ya que este se especializaba en el área de neumología en una época que era imperante trabajar en ella, debido a la gran cantidad de pacientes tuberculosos. Posteriormente, el advenimiento de numerosos medicamentos para tratar la tuberculosis, privilegió los servicios para atender patología no tuberculosa. Aunque su formación fue como especialista en enfermedades del pulmón, trabajó como cirujano de tórax, la que fue su verdadera especialidad.
También ocupó el puesto subdirector médico del Hospital General de la Secretaría de Salubridad y Asistencia, Presidente de la Academia Nacional de Medicina y Director de la Facultad de Medicina de la UNAM. Fue elegido Rector de la Universidad Nacional Autónoma de México para el periodo de 1981 a 1985.
Posteriormente, como embajador en Roma, estableció nexos y actividades culturales importantes en ese país y a su regreso publicó varios libros entre los que sobresalen sus textos Terapéutica Médica y Neumología. En esa misma época fundó el PUMA de la UNAM: Programa Universitario del Medio Ambiente, y creó la especialidad en Medicina Ambiental. Fue nombrado Secretario del Consejo de Salubridad General, donde desarrolló proyectos de trascendencia para la salud de los mexicanos, como el Programa de Certificación de Hospitales, el de Medicamentos Genéricos Intercambiables y el de Certificación de Médicos Generales.

## Su administración
Durante su rectorado se reorganizó la administración de docencia, investigación y extensión universitaria. Propuso el documento «Evaluación y marco de referencia para los cambios académico-administrativos» y en respuesta a este surgieron más de 60 proyectos que configuraron el «Plan rector de desarrollo institucional». Se crearon en su rectorado las unidades foráneas de la Universidad en Morelos y otros estados de la República, además de la creación de diversos Institutos de Investigación Científica.
Su rectorado desarrolló el «Programa de Superación del Personal Académico», pilar de la Universidad actual. Como Rector, concibió la extensión universitaria como la instancia aplicada a difundir el conocimiento y la cultura, así como a extender la docencia y la investigación. Por lo anterior, en su periodo se instauraron programas para fomentar la preservación y producción de modelos culturales a partir de los fundamentos históricos de la realidad nacional mexicana.
Fue profesor emérito de la UNAM y su obra consta de más de un centenar de trabajos escritos en revistas especializadas y más de veinte libros publicados.

## Reconocimientos
- Mención Honorífica en la Tesis recepcional.
- Profesor Emérito de la UNAM (1998).[6]
- Miembro Honorario de la Academia Nacional de Medicina.[7]
- Miembro Honorario de la Academia de Cirugía.[8]
- Miembro correspondiente de la Academia de Medicina de Madrid.
- Condecoración Eduardo Liceaga.(2010).[9]

| Predecesor: Luis Jesús Weckmann Muñoz | Embajador de México ante Italia 1986 - 1988                      | Sucesor: Horacio Flores de la Peña |
| Predecesor: Guillermo Soberón Acevedo | Rector de la Universidad Nacional Autónoma de México 1981 - 1984 | Sucesor: Jorge Carpizo MacGregor   |